# Corbett Denneny
Temple de la renommée : 1959
Corbett Charles Denneny, dit Corb Denneny, (né le 25 janvier 1894 à Cornwall dans la province de l'Ontario au Canada - mort le 16 janvier 1963 à Toronto en Ontario) est un joueur professionnel de hockey sur glace. Il est le frère de Cy Denneny, vedette du hockey et membre du Temple de la renommée du hockey depuis 1959. 

## Carrière en club
Il a joué pendant neuf saisons en tant qu'attaquant dans la Ligue nationale de hockey pour les Arenas de Toronto, les St. Pats de Toronto, les Tigers de Hamilton et les Black Hawks de Chicago. Il a également joué pour les Maroons de Vancouver de l'Association de hockey de la Côte du Pacifique et pour les Sheiks de Saskatoon de la Western Canada Hockey League.
En 1918 et 1922, il remporte la Coupe Stanley avec la franchise de Toronto. En 1918, il est le cinquième meilleur pointeur de la LNH et le quatrième en 1920.

## Statistiques
| Saison     | Équipe                        | Ligue      |     | Saison régulière | Saison régulière | Saison régulière | Saison régulière | Saison régulière |   | Séries éliminatoires | Séries éliminatoires | Séries éliminatoires | Séries éliminatoires | Séries éliminatoires |
| Saison     | Équipe                        | Ligue      | PJ  | B                | A                | Pts              | Pun              | PJ               | B | A                    | Pts                  | Pun                  |                      |                      |
| 1909-1910  | Sons of England de Cornwall   | LOVHL      | -   | -                | -                | -                | -                | -                | - | -                    | -                    | -                    |                      |                      |
| 1910-1911  | Internationaux de Cornwall    | LOVHL      | 8   | 5                | 0                | 5                | -                | -                | - | -                    | -                    | -                    |                      |                      |
| 1911-1912  | Internationaux de Cornwall    | LOVHL      | 8   | 5                | 0                | 5                | 16               | -                | - | -                    | -                    | -                    |                      |                      |
| 1912-1913  | McKinley Mines de Cobalt      | Co MHL     | 9   | 7                | 0                | 7                | 9                | -                | - | -                    | -                    | -                    |                      |                      |
| 1913-1914  | McKinley Mines de Cobalt      | Co MHL     | 9   | 13               | 0                | 13               | 11               | -                | - | -                    | -                    | -                    |                      |                      |
| 1914-1915  | Ontarios-Shamrocks de Toronto | ANH        | 19  | 13               | 3                | 16               | 18               | -                | - | -                    | -                    | -                    |                      |                      |
| 1915-1916  | Blueshirts de Toronto         | ANH        | 22  | 20               | 3                | 23               | 75               | -                | - | -                    | -                    | -                    |                      |                      |
| 1916-1917  | Blueshirts de Toronto         | ANH        | 14  | 14               | 2                | 16               | 23               | -                | - | -                    | -                    | -                    |                      |                      |
| 1916-1917  | Sénateurs d'Ottawa            | ANH        | 6   | 5                | 0                | 5                | 12               | 2                | 0 | 0                    | 0                    | 6                    |                      |                      |
| 1917-1918  | Arenas de Toronto             | LNH        | 21  | 20               | 9                | 29               | 14               | 7                | 3 | 1                    | 4                    | 3                    |                      |                      |
| 1918-1919  | Arenas de Toronto             | LNH        | 17  | 8                | 3                | 11               | 15               | -                | - | -                    | -                    | -                    |                      |                      |
| 1919-1920  | Saint-Patricks de Toronto     | LNH        | 23  | 24               | 12               | 36               | 20               | -                | - | -                    | -                    | -                    |                      |                      |
| 1920-1921  | Saint-Patricks de Toronto     | LNH        | 20  | 19               | 7                | 26               | 29               | 2                | 0 | 0                    | 0                    | 4                    |                      |                      |
| 1921-1922  | Saint-Patricks de Toronto     | LNH        | 24  | 19               | 9                | 28               | 28               | 7                | 4 | 2                    | 6                    | 2                    |                      |                      |
| 1922-1923  | Saint-Patricks de Toronto     | LNH        | 1   | 1                | 0                | 1                | 0                | -                | - | -                    | -                    | -                    |                      |                      |
| 1922-1923  | Maroons de Vancouver          | PCHA       | 20  | 7                | 3                | 10               | 2                | -                | - | -                    | -                    | -                    |                      |                      |
| 1923-1924  | Tigers de Hamilton            | LNH        | 23  | 0                | 0                | 0                | 6                | -                | - | -                    | -                    | -                    |                      |                      |
| 1924-1925  | Sheiks de Saskatoon           | WCHL       | 28  | 15               | 3                | 18               | 20               | -                | - | -                    | -                    | -                    |                      |                      |
| 1925-1926  | Sheiks de Saskatoon           | WCHL       | 30  | 17               | 15               | 32               | 12               | -                | - | -                    | -                    | -                    |                      |                      |
| 1926-1927  | Sheiks de Saskatoon           | WCHL       | 4   | 0                | 2                | 2                | 0                | -                | - | -                    | -                    |                      |                      |                      |
| 1926-1927  | Maple Leafs de Toronto        | LNH        | 29  | 7                | 1                | 8                | 24               | -                | - | -                    | -                    | -                    |                      |                      |
| 1927-1928  | Black Hawks de Chicago        | LNH        | 18  | 5                | 0                | 5                | 12               | -                | - | -                    | -                    | -                    |                      |                      |
| 1928-1929  | Millers de Minneapolis        | AHA        | 7   | 0                | 1                | 1                | 0                | -                | - | -                    | -                    | -                    |                      |                      |
| 1928-1929  | Bulldogs de Newark            | Can-Am     | 27  | 11               | 7                | 18               | 34               | -                | - | -                    | -                    | -                    |                      |                      |
| 1929-1930  | Millers de Minneapolis        | AHA        | 48  | 27               | 7                | 34               | 22               | -                | - | -                    | -                    | -                    |                      |                      |
| 1930-1931  | Shamrocks de Chicago          | AHA        | 30  | 2                | 6                | 8                | 14               | -                | - | -                    | -                    | -                    |                      |                      |
| Totaux LNH | Totaux LNH                    | Totaux LNH | 176 | 103              | 41               | 144              | 148              | 16               | 7 | 3                    | 10                   | 9                    |                      |                      |